# Grand Prix Itálie 1953
Grand Prix Itálie 1953 (oficiálně XXIV Gran Premio d'Italia) se jela na okruhu Autodromo Nazionale Monza v Monze v Itálii dne 13. září 1953. Závod byl devátým a zároveň posledním v pořadí v sezóně 1953 šampionátu Formule 1.

## Kvalifikace
| Poř.   | No. | Jezdec                | Konstruktér           | Čas    | Ztráta |
| ------ | --- | --------------------- | --------------------- | ------ | ------ |
| 1      | 4   | Alberto Ascari        | Ferrari               | 2:02.7 | —      |
| 2      | 50  | Juan Manuel Fangio    | Maserati              | 2:03.2 | + 0.5  |
| 3      | 6   | Nino Farina           | Ferrari               | 2:03.9 | + 1.2  |
| 4      | 54  | Onofre Marimón        | Maserati              | 2:04.1 | + 1.4  |
| 5      | 2   | Luigi Villoresi       | Ferrari               | 2:04.6 | + 1.9  |
| 6      | 8   | Mike Hawthorn         | Ferrari               | 2:04.9 | + 2.2  |
| 7      | 52  | Felice Bonetto        | Maserati              | 2:05.1 | + 2.4  |
| 8      | 36  | Maurice Trintignant   | Gordini               | 2:05.7 | + 3.0  |
| 9      | 58  | Toulo de Graffenried  | Maserati              | 2:05.9 | + 3.2  |
| 10     | 28  | Stirling Moss         | Cooper-Alta           | 2:06.6 | + 3.9  |
| 11     | 10  | Umberto Maglioli      | Ferrari               | 2:06.9 | + 4.2  |
| 12     | 56  | Sergio Mantovani      | Maserati              | 2:07.5 | + 4.8  |
| 13     | 34  | Élie Bayol            | OSCA                  | 2:07.8 | + 5.1  |
| 14     | 22  | Roy Salvadori         | Connaught-Lea-Francis | 2:08.0 | + 5.3  |
| 15     | 38  | Harry Schell          | Gordini               | 2:08.5 | + 5.8  |
| 16     | 40  | Roberto Mieres        | Gordini               | 2:08.8 | + 6.1  |
| 17     | 64  | Louis Rosier          | Ferrari               | 2:08.9 | + 6.2  |
| 18     | 24  | Kenneth McAlpine      | Connaught-Lea-Francis | 2:09.0 | + 6.3  |
| 19     | 30  | Ken Wharton           | Cooper-Bristol        | 2:09.3 | + 6.6  |
| 20     | 12  | Piero Carini          | Ferrari               | 2:09.5 | + 6.8  |
| 21     | 42  | Chico Landi           | Maserati              | 2:09.7 | + 7.0  |
| 22     | 20  | Jack Fairman          | Connaught-Lea-Francis | 2:09.9 | + 7.2  |
| 23     | 44  | Prince Bira           | Maserati              | 2:10.1 | + 7.4  |
| 24     | 46  | Alan Brown            | Cooper-Bristol        | 2:10.5 | + 7.8  |
| 25     | 32  | Louis Chiron          | OSCA                  | 2:10.8 | + 8.1  |
| 26     | 18  | John Fitch            | HWM-Alta              | 2:11.0 | + 8.3  |
| 27     | 14  | Lance Macklin         | HWM-Alta              | 2:11.5 | + 8.8  |
| 28     | 16  | Yves Giraud-Cabantous | HWM-Alta              | 2:11.9 | + 9.2  |
| 29     | 48  | Hans Stuck            | AFM-Bristol           | 2:13.0 | + 10.3 |
| 30     | 26  | Johnny Claes          | Connaught-Lea-Francis | 2:14.6 | + 11.9 |
| Zdroj: |     |                       |                       |        |        |

## Závod
| Poř.   | No. | Jezdec                       | Konstruktér           | Počet kol | Čas/Odstoupení    | Pořadí na startu | Body |
| ------ | --- | ---------------------------- | --------------------- | --------- | ----------------- | ---------------- | ---- |
| 1      | 50  | Juan Manuel Fangio           | Maserati              | 80        | 2:49:45.9         | 2                | 9    |
| 2      | 6   | Nino Farina                  | Ferrari               | 80        | + 1.4             | 3                | 6    |
| 3      | 2   | Luigi Villoresi              | Ferrari               | 79        | + 1 kolo          | 5                | 4    |
| 4      | 8   | Mike Hawthorn                | Ferrari               | 79        | + 1 kolo          | 6                | 3    |
| 5      | 36  | Maurice Trintignant          | Gordini               | 79        | + 1 kolo          | 8                | 2    |
| 6      | 40  | Roberto Mieres               | Gordini               | 77        | + 3 kola          | 16               |      |
| 7      | 56  | Sergio Mantovani Luigi Musso | Maserati              | 76        | + 4 kola          | 12               |      |
| 8      | 10  | Umberto Maglioli             | Ferrari               | 75        | + 5 kol           | 11               |      |
| 9      | 38  | Harry Schell                 | Gordini               | 75        | + 5 kol           | 15               |      |
| 10     | 32  | Louis Chiron                 | OSCA                  | 72        | + 8 kol           | 25               |      |
| 11     | 44  | Prince Bira                  | Maserati              | 72        | + 8 kol           | 23               |      |
| 12     | 46  | Alan Brown                   | Cooper-Bristol        | 70        | + 10 kol          | 24               |      |
| 13     | 28  | Stirling Moss                | Cooper-Alta           | 70        | + 10 kol          | 10               |      |
| 14     | 48  | Hans Stuck                   | AFM-Bristol           | 67        | + 13 kol          | 29               |      |
| 15     | 16  | Yves Giraud-Cabantous        | HWM-Alta              | 67        | + 13 kol          | 28               |      |
| 16     | 64  | Louis Rosier                 | Ferrari               | 65        | + 15 kol          | 17               |      |
| Ret    | 4   | Alberto Ascari               | Ferrari               | 79        | Nehoda            | 1                |      |
| Ret    | 52  | Felice Bonetto               | Maserati              | 77        | Nedostatek paliva | 7                |      |
| Ret    | 54  | Onofre Marimón               | Maserati              | 75        | Nehoda            | 4                |      |
| Ret    | 58  | Toulo de Graffenried         | Maserati              | 70        | Motor             | 9                |      |
| NC     | 20  | Jack Fairman                 | Connaught-Lea-Francis | 61        | Neklasifikován    | 22               |      |
| NC     | 30  | Ken Wharton                  | Cooper-Bristol        | 57        | Neklasifikován    | 19               |      |
| NC     | 24  | Kenneth McAlpine             | Connaught-Lea-Francis | 56        | Neklasifikován    | 18               |      |
| Ret    | 12  | Piero Carini                 | Ferrari               | 40        | Motor             | 20               |      |
| Ret    | 22  | Roy Salvadori                | Connaught-Lea-Francis | 33        | Klapka            | 14               |      |
| Ret    | 42  | Chico Landi                  | Maserati              | 18        | Motor             | 21               |      |
| Ret    | 34  | Élie Bayol                   | OSCA                  | 17        | Motor             | 13               |      |
| Ret    | 18  | John Fitch                   | HWM-Alta              | 14        | Motor             | 26               |      |
| Ret    | 26  | Johnny Claes                 | Connaught-Lea-Francis | 7         | Palivový systém   | 30               |      |
| Ret    | 14  | Lance Macklin                | HWM-Alta              | 6         | Motor             | 27               |      |
| Zdroj: |     |                              |                       |           |                   |                  |      |

Poznámky
1. ↑  Juan Manuel Fangio získal jeden bod za zajetí nejrychlejšího kola.

## Konečné pořadí po závodě
Pohár jezdců
|   | Pořadí | Jezdec             | Body        |
| - | ------ | ------------------ | ----------- |
|   | 1      | Alberto Ascari     | 34,5 (46,5) |
| 1 | 2      | Juan Manuel Fangio | 28 (29,5)   |
| 1 | 3      | Nino Farina        | 26 (32)     |
|   | 4      | Mike Hawthorn      | 19 (27)     |
| 1 | 5      | Luigi Villoresi    | 17          |